# Públio Servílio Vácia Isáurico (cônsul em 79 a.C.)
Públio Servílio Vácia Isáurico (m. 44 a.C.; em latim: Publius Servilius Vatia Isauricus) foi um político da gente Servília da República Romana eleito cônsul em 79 a.C. com Ápio Cláudio Pulcro. Era neto de Quinto Cecílio Metelo Macedônico, cônsul em 143 a.C., através de sua mãe, Cecília Metela Macedônica, e filho do pretor Caio Servílio Vácia. Públio Servílio Vácia Isáurico, cônsul em 48 e 41 a.C., era seu filho. Ele teve também uma filha, Servília. Recebeu o agnome "Isáurico" depois de suas vitórias sobre os piratas da Cilícia (onde ficava a Isáuria).

## Primeiros anos e aliança com Sula
Vácia era um optimate, a facção aristocrática da política romana, e estava entre os jovens nobres que assassinaram o tribuno da plebe Lúcio Apuleio Saturnino na Cúria Hostília depois de sua fracassada revolta. Já se conjecturou que ele teria servido como tribuno da plebe em 97 a.C.. Em 90 a.C., foi eleito pretor e, logo em seguida, seu governo foi estendido, como propretor, em 89 a.C., na Córsega e Sardenha ou na Cilícia. Por conta de vitórias, cujo relato não sobreviveu, Vácia Isáurico realizou um triunfo em 88 a.C., assim que voltou a Roma.
Neste mesmo ano, com o apoio do cônsul e ditador Sula, Vácia Isáurico se apresentou como candidato ao consulado para o ano seguinte, em 87 a.C., mas foi derrotado por Cina, um aliado do líder dos populares, Caio Mário. Neste ano, Vácia foi um dos principais aliados de Sula na Itália e tentou impedir o retorno de Mário e seus alidos, mas foi expulso de Arímino por Marco Mário Gratidiano, que assumiu o comando de seu exército. Algum tempo depois desta derrota, fugiu da Itália para se juntar a Sula na Grécia.
Quando Sula voltou para a Itália, em 82 a.C., Vácia retornou com ele à frente do exército que enfrentou as forças marianas em Clúsio. Posteriormente, em setembro em 82 a.C., Vácia Isáurico foi um dos legados de Pompeu na Segunda Batalha de Clúsio. Depois de sua vitória sobre os populares, Sula foi nomeado ditador e, em 79 a.C., e nomeou Vácia Isáurico e Ápio Cláudio Pulcro. Vácio, já eleito, mas antes de tomar posse, foi contra conceder ao jovem Pompeu um triunfo.

## Campanha contra piratas

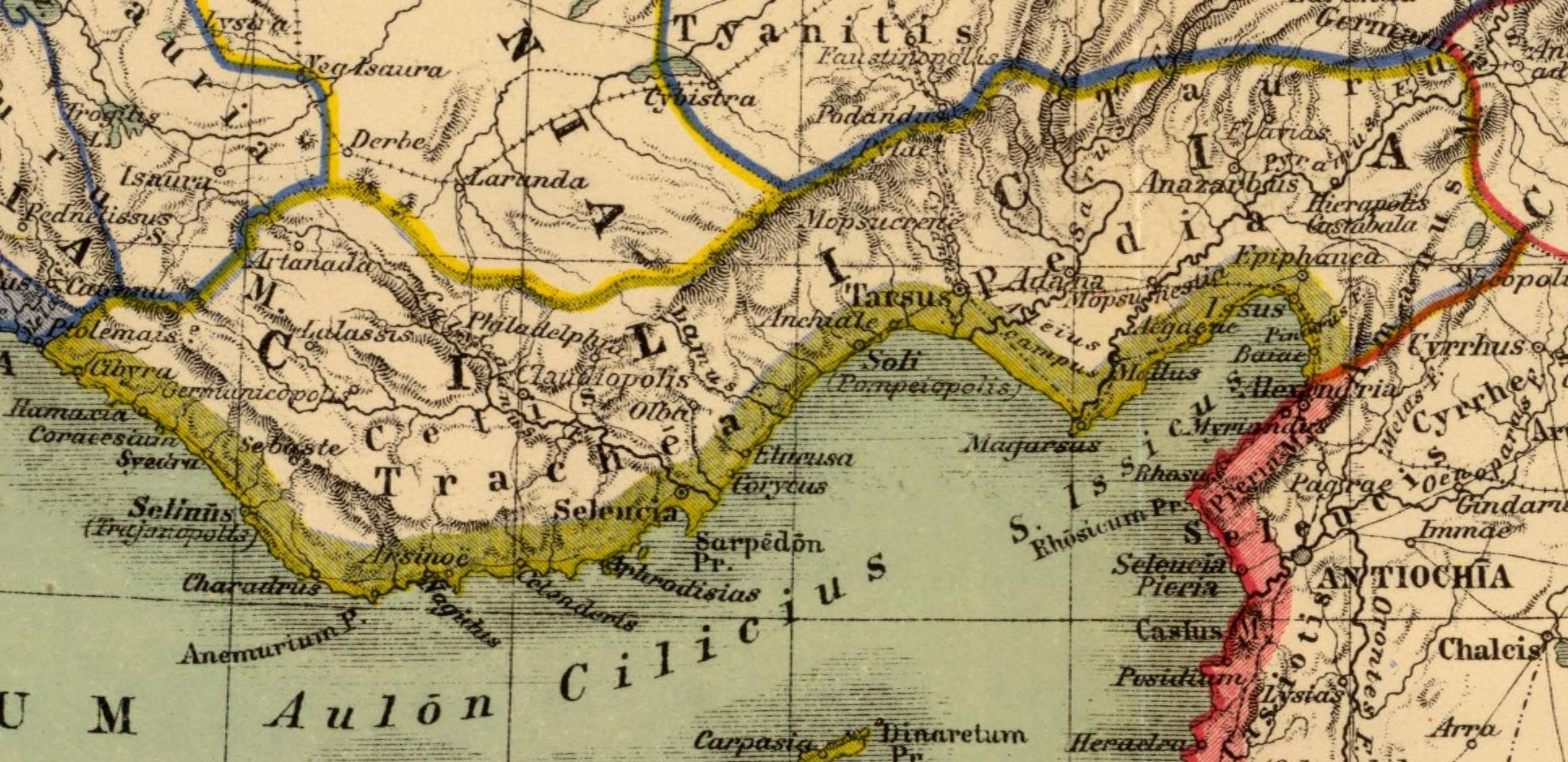
Mapa da Cilícia, onde Vácio Isáurico lutou e conseguiu sua fama e glória

Depois de seu consulado, em 78 a.C., Vácia Isáurico recebeu o posto de procônsul da província da Cilícia, com a responsabilidade de eliminar os piratas que vinham atacando as rotas marítimas romanas na região já havia muito tempo. Ele permaneceu no posto até 74 a.C., investindo seu primeiro ano preparando suas forças, e, nos anos seguintes, lutou uma campanha mista, naval e terrestre, contra os piratas e as tribos isáurias que viviam na região. Entre 77 e 76 a.C., Vácia conseguiu diversas vitórias navais na costa cilícia e ocupou as costas da Lícia e da Panfília. Quando os piratas fugiram para suas fortalezas, Vácia primeiro tomou as costeiras, como a cidade de Olimpos, que foi capturada depois que o capitão pirata Zeniceto foi morto. Os romanos seguiram para o interior e capturou Fasélis antes de cercar e tomar Córico, além de diversas outras fortalezas menores junto com seus capitães, incluindo o famoso Nicão.
Em 75 a.C., Vácia cruzou os montes Tauro (a primeira vez que os romanos ultrapassaram esta cordilheira) e conseguiu derrotar os isáurios na encosta setentrional. Vácia cercou sua principal cidade, Isaura e depois conseguiu capturá-la depois de mudar o curso de um rio, o que privou os defensores de sua única fonte de água, o que levou à rendição. Foi durante esta campanha que suas próprias forças o aclamaram como imperator. Finalmente, em 74 a.C., Vácia organizou o território conquistado e o incorporou à província da Cilícia.
Ao retornar a Roma, em 74 a.C., recebeu um triunfo e o agnome "Isáurico" por suas vitórias. Depois de desfilar os piratas capturadas pelas ruas de Roma em seu triunfo, depositou todo o butim amealhado no erário público e não manteve nada para si, uma atitude incomum entre seus pares, o que lhe valeu a aclamação geral dos romanos.

## Anos finais
Na época, Vácia Isáurico, era considerado um dos líderes do Senado e, em algum momento antes de 76 a.C., foi admitido no Colégio dos Pontífices. Em 70 a.C., Vácia serviu como um dos juízes no julgamento de Caio Verres e, em 66 a.C., apoiou a proposta de Caio Manílio de conceder a Pompeu o comando de sua própria guerra contra os piratas na Cilícia. Combateu também na última fase da Terceira Guerra Mitridática, como comandante da frota, sempre do lado de Pompeu. Em 63 a.C., candidatou-se para a posição de pontífice máximo, mas foi derrotado por Júlio César, que havia servido como legado seu na guerra contra os piratas dez anos antes. Já no final do mesmo ano, foi apoiado pelo cônsul Cícero na supressão da Conspiração Catilina e discursou no Senado apoiando a pena de morte a Catilina e seus aliados.
Em 57 a.C., juntou-se a outros membros da aristocracia para trazer Cícero de volta de seu exílio forçado e, no ano seguinte, opôs-se, no Senado, à restauração de Ptolemeu XII Auletes, advogando a anexação completa do Egito ptolemaico como uma nova província romana. Em 55 a.C., foi eleito censor com Marco Valério Messala Níger, uma posição que deteve pelo menos em 54 a.C.. Durante seu mandato, ele e seu colega tentaram acertar o curso do Tibre depois de uma desastrosa inundação.
Entre 55 e 44 a.C., Vácia Isáurico foi príncipe do senado. Como já tinha cerca de 80 anos de idade, Vácia não participou da guerra civil de Júlio César e morreu no início do verão de 44 a.C..